# Халилов, Агаоглан Аганаби оглы
Агаоглан Аганабиевич Халилов (Агаоглан Аганаби оглы Халилов, азерб. AğaOğlan AğaNəbi oğlu Xəlilov;  10 мая 1915, Амираджаны, Баку, Азербайджан — 30 декабря 2005 Баку, Азербайджан) - советский и азербайджанский специалист в области нефтяного оборудования и техники, почетный нефтяник СССР, кандидат технических наук, заслуженный изобретатель Азербайджанской ССР, изобретатель всемирно известных «ключей Халилова».

## Биография
Халилов Агаоглан Аганаби оглы родился в поселке Амираджаны, г. Баку, азербайджанец.
С 1931 г. по 1935 г. работал слесарем машиностроительного завода им. Дзержинского (г.Баку).
В 1936 г. окончив с отличием вечернее отделение Рабочий факультет (Рабфак)

Поступил в Московский государственный технический университет имени Н. Э. Баумана.
Весной 1941г., после окончания  МВТУ им. Баумана, был направлен на военный завод министерства обороны, г. Ульяновск).
По окончании войны вернулся на родину в город Баку и навсегда связал свою судьбу с нефтяной промышленностью и машиностроением Азербайджана.

C 1945 по 1950 г.г. – начальник цеха, главный инженер завода им. Дзержинского (в наст. время - Сураханский Машиностроительный Завод).

В 1950 г. был направлен в Академию Нефтяной Промышленности (г. Москва).

После окончания с 1952 по 1957 г.г. директор завода им. Володарского(в наст. время - Сабаильский Машиностроительный Завод).

С 1957 по 1962 г.г. главный инженер Машиностроительного Завода им. Кирова (в наст. время - Бакинский  Машиностроительный Завод).

В 1962 г. был приглашен во вновь открывшийся научно-исследовательский и проектно-технологический институт ВНИИПТНефтемаш. Под его руководством совершенствовались конструкции и технологии изготовления нефтепромыслового оборудования на машзаводах всего бывшего Союза.
Разработки и изделия Халилова не раз демонстрировались на всемирных выставках, получали золотые, серебряные и бронзовые медали 
ВДНХ СССР.
Но из всех изобретений наибольшую известность получило «ключи Халилова», которые и ныне широко применяется на тех континентах, где занимаются добычей нефти и газа. Термин «ключ Халилова» вошел в мировую техническую литературу. «Ключи Халилова» в основном предназначены для свинчивания и развинчивания труб нефтяного сортамента при подземном ремонте нефтяных скважин и др. промысловых ремонтно-монтажных работах. Трубные «ключи Халилова», созданные на базе принципиально новой оригинальной кинематической  схемы захвата трубы, выпускаются рядом заводов не только в СНГ (Хадыженский Машиностроительный Завод (Краснодарский край), Бакинский Машиностроительный Завод, Ишимбайский Машиностроительный Завод (Республика Башкортостан)), но и рядом иностранных компаний.

## Труды
Опубликованы более 60 научных трудов, в том числе 5 крупных монографий:
1. А.А.Халилов - Новые трубные ключи для подземного ремонта нефтяных скважин (1957).

2. А.А.Халилов - Влияние конструктивных особенностей гидромониторных долот на эффективность их работы (1964).

3. А.А.Халилов и др. - Расчет размерных цепей трехшарошечных долот (1965).

4. А.А.Халилов - Техника подземного ремонта нефтяных скважин (1974).

5. А.А.Халилов, У.А.Халилов - Технология изготовления нефтепромыслового инструмента (1982).
Авторские свидетельства СССР:

№ 249303 - Трубный ключСоавторы: А.А. Халилов, Э.А. Багдасаров

№ 314877 - Буровое шарошечное долото Автор А.А. Халилов

№ 359370 - Буровое шарошечное долото Соавторы: Казаров И.Н., Меликов М.М., Халилов А.А., Шляховский М.Д.

№ 476944 - Способ обработки глубоких точных отверстийСоавторы: БАБАЕВ САБИР ГАБИБ ОГЛЫ, ГАСАНОВ РАФИК ФАЗИЛ ОГЛЫ, МАМЕДХАНОВ НИЯЗИ КАФАР ОГЛЫ, ХАЛИЛОВ АГАОГЛАН АГАНАБИ ОГЛЫ, РУВИНОВ ШИРИН РАХАМИМОВИЧ

## Награды и премии
- Медаль «За доблестный труд в Великой Отечественной войне 1941—1945 гг.»
- Юбилейная медаль «Тридцать лет Победы в Великой Отечественной войне 1941—1945 гг.»
- Юбилейная медаль «Сорок лет Победы в Великой Отечественной войне 1941—1945 гг.»
- Большая серебряная медаль ВДНХ «За успехи в народном хозяйстве СССР», №2362, (1960)
- Большая серебряная медаль ВДНХ «За успехи в народном хозяйстве СССР», №1557, (1961)
- Большая серебряная медаль ВДНХ «За успехи в народном хозяйстве СССР», №3528, (1962)
- Серебряная медаль ВДНХ «За успехи в народном хозяйстве СССР», №3025, (1966)
- Присвоено звание - Заслуженный изобретатель Азербайджанской ССР (1969)
- Присвоено звание - Почетный нефтяник СССР (1981)